# کریستین موسکرا
کریستین موسکرا (انگلیسی: Cristhian Mosquera؛ زادهٔ ۲۷ ژوئن ۲۰۰۴) بازیکن فوتبال اهل اسپانیا است که در پست دفاع میانی برای باشگاه آرسنال در لیگ برتر انگلستان بازی می‌کند.
از باشگاه‌هایی که در آن بازی کرده‌است می‌توان به باشگاه فوتبال والنسیا اشاره کرد.
وی همچنین در تیم‌های ملی فوتبال زیر ۱۵، زیر ۱۶، زیر ۱۸ و زیر ۱۹ سال اسپانیا بازی کرده‌است.